# Садовский, Павел Владимирович
Па́вел Влади́мирович Садо́вский (18 мая 1907, Москва — 26 марта 1967, там же) — российский советский трубач. Павел Садовский был воспитанником полковой музыкальной команды. С 1919 по 1930 год он играл в военном духовом оркестре. С 1930 по 1958 работал артистом симфонического оркестра Большого театра. В 1937 году ему было присвоено звание заслуженный артист РСФСР.